# Hinterschmiding
Hinterschmiding är en kommun och ort i Landkreis Freyung-Grafenau i Regierungsbezirk Niederbayern i förbundslandet Bayern i Tyskland.
Kommunen ingår i kommunalförbundet Hinterschmiding tillsammans med kommunen Philippsreut.